# Heteromigas terraereginae
Heteromigas terraereginae är en spindelart som beskrevs av Raven 1984. Heteromigas terraereginae ingår i släktet Heteromigas och familjen Migidae.
Artens utbredningsområde är Queensland. Inga underarter finns listade i Catalogue of Life.